# Saint-Léger-Magnazeix
Pour les articles homonymes, voir Saint-Léger.
Saint-Léger-Magnazeix est une commune française située dans le département de la Haute-Vienne, en région Nouvelle-Aquitaine.

### Localisation

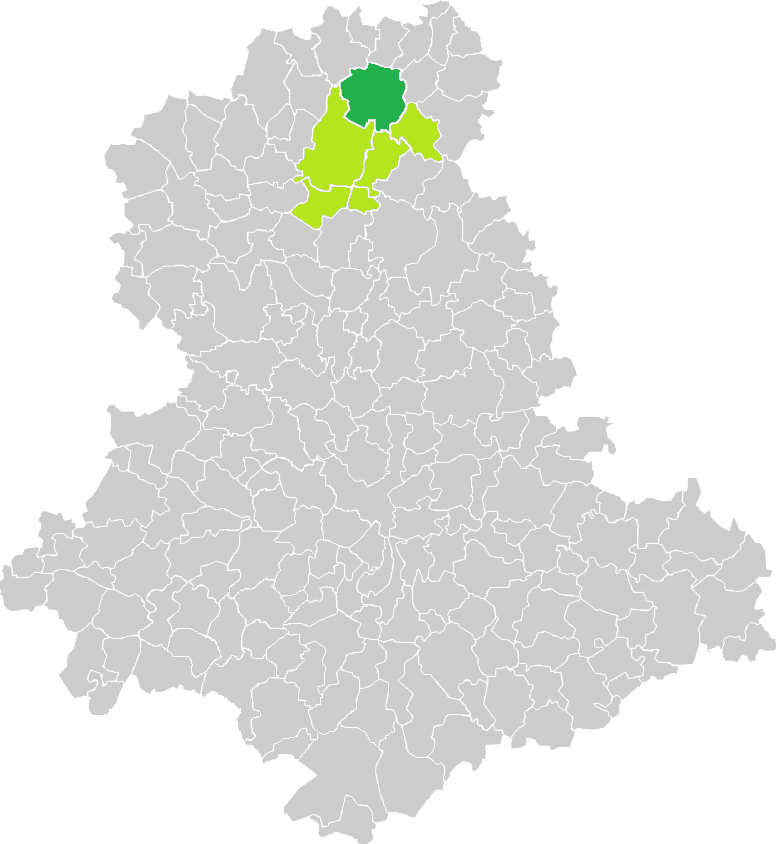
Situation de la commune de Saint-Léger-Magnazeix en Haute-Vienne.

## Géographie

### Communes limitrophes
| Lussac-les-Églises | Jouac                 | Cromac                   |
|                    | Saint-Léger-Magnazeix | Mailhac-sur-Benaize      |
| Magnac-Laval       | Dompierre-les-Églises | Saint-Hilaire-la-Treille |

### Hydrographie
Rivières et ruisseaux :
La commune est arrosée par :
- la rivière l'Asse
- le ruisseau du Ris
- le ruisseau de la Chaussade
- le ruisseau du Poux

Étangs :
- l'étang de la Chaussade
- l'étang de Murat
- l'étang d'Heru
- l'étang des lugeries
- l'étang de Lavaud

### Géologie
- Exploitations minières :

La mine à ciel ouvert et la tranchée des Loges ont produit un total de 609,399 tonnes d'uranium, pendant sa période d'exploitation (1958-1998), avec un minerai d'une teneur moyenne de 3,34 ‰.

### Climat
Pour des articles plus généraux, voir Climat de la Nouvelle-Aquitaine et Climat de la Haute-Vienne.
Historiquement, la commune est exposée à un climat océanique limousin.  
En 2020, Météo-France publie une typologie des climats de la France métropolitaine dans laquelle la commune est exposée à un climat océanique altéré et est dans une zone de transition entre les régions climatiques « Poitou-Charentes » et « Ouest et nord-ouest du Massif Central ».
Pour la période 1971-2000, la température annuelle moyenne est de 11,1 °C, avec une amplitude thermique annuelle de 14,9 °C. Le cumul annuel moyen de précipitations est de 933 mm, avec 12,9 jours de précipitations en janvier et 7,4 jours en juillet. Pour la période 1991-2020, la température moyenne annuelle observée sur la station météorologique la plus proche, située sur la commune de Magnac-Laval à 10,11 km à vol d'oiseau, est de 12,0 °C et le cumul annuel moyen de précipitations est de 880,4 mm,. Pour l'avenir, les paramètres climatiques de la commune estimés pour 2050 selon différents scénarios d'émission de gaz à effet de serre sont consultables sur un site dédié publié par Météo-France en novembre 2022.

## Urbanisme

### Typologie
Au 1er janvier 2024, Saint-Léger-Magnazeix est catégorisée commune rurale à habitat très dispersé, selon la nouvelle grille communale de densité à sept niveaux définie par l'Insee en 2022.
Elle est située hors unité urbaine et hors attraction des villes,.

### Occupation des sols
L'occupation des sols de la commune, telle qu'elle ressort de la base de données européenne d’occupation biophysique des sols Corine Land Cover (CLC), est marquée par l'importance des territoires agricoles (92,7 % en 2018), en diminution par rapport à 1990 (93,6 %). La répartition détaillée en 2018 est la suivante : 
prairies (63,9 %), zones agricoles hétérogènes (23,8 %), terres arables (4,9 %), forêts (3,8 %), milieux à végétation arbustive et/ou herbacée (2,1 %), eaux continentales (1 %), zones urbanisées (0,5 %). L'évolution de l’occupation des sols de la commune et de ses infrastructures peut être observée sur les différentes représentations cartographiques du territoire : la carte de Cassini (XVIIIe siècle), la carte d'état-major (1820-1866) et les cartes ou photos aériennes de l'IGN pour la période actuelle (1950 à aujourd'hui).

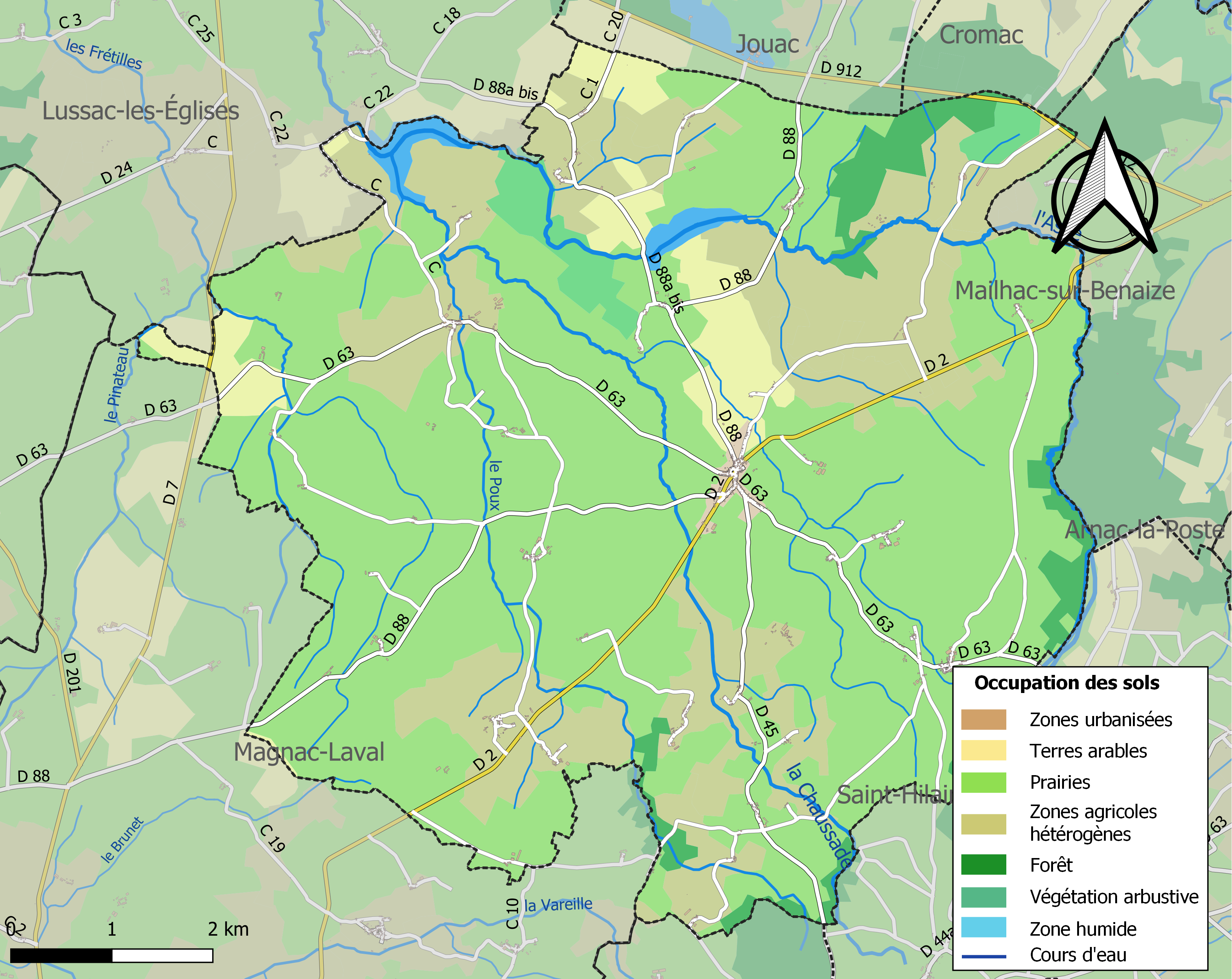
Carte des infrastructures et de l'occupation des sols de la commune en 2018 (CLC).

### Morphologie de l'habitat
En sus de son bourg, l'habitat de la commune est constitué d'un grand nombre de villages (57) :
Bellevue,
Bordessoulle,
Chez Bellat,
Chez Cruaud,
Chez Jammet,
Chez Gueunier,
Chez Massiat,
Chez Mayaud,
Chez Trillard,
la Chatre,
la Chaussade (Moulin de),
la Commanderie,
la Roche,
la Verriere,
le Bost,
le Bronzeau,
le Camp de César,
le Chêne Vert,
le Coudert,
le Couteil,
le Poux,
le Reclaudis,
les Bourdelieres,
Murat,
le Marcoux,
les Landes,
le Mas Mauvis,
le Picq,
les Herbets,
les Laurencieres,
les Martinieres,
les Chiers,
les Jourdieres,
les Charrauds de Bronzaud,
le Logis,
les Petites Caires,
les Grandes Caires,
Lascoux,
les Grandes Lignes,
le Moulin,
les Petites Lignes,
le Petit Bois,
les Cicardieres,
le Peux,
les Loges,
le Fond du Peux,
Font Buffaut,
la Roussellerie,
le Ris,
Puy Saint-Jean,
Sejotte,
les Charrauds de L'Hosne,
l'Hosne,
Villagrand,
Villaudrand,

### Risques majeurs
Le territoire de la commune de Saint-Léger-Magnazeix est vulnérable à différents aléas naturels : météorologiques (tempête, orage, neige, grand froid, canicule ou sécheresse) et séisme (sismicité faible). Il est également exposé à un risque particulier : le risque de radon. Un site publié par le BRGM permet d'évaluer simplement et rapidement les risques d'un bien localisé soit par son adresse soit par le numéro de sa parcelle.

#### Risques naturels

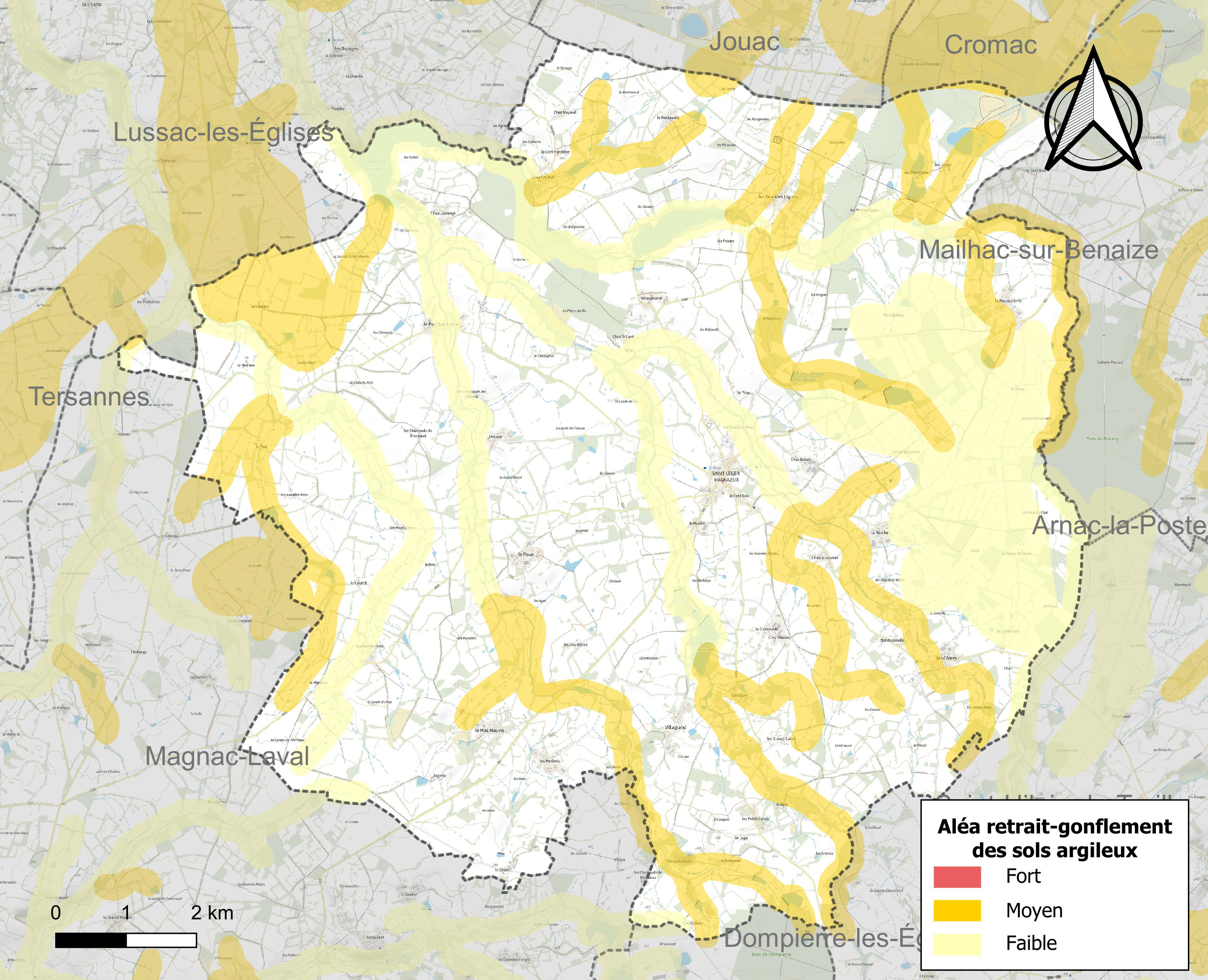
Carte des zones d'aléa retrait-gonflement des sols argileux de Saint-Léger-Magnazeix.

Le retrait-gonflement des sols argileux est susceptible d'engendrer des dommages importants aux bâtiments en cas d’alternance de périodes de sécheresse et de pluie. 20,4 % de la superficie communale est en aléa moyen ou fort (27 % au niveau départemental et 48,5 % au niveau national métropolitain). Depuis le 1er octobre 2020, en application de la loi ÉLAN, différentes contraintes s'imposent aux vendeurs, maîtres d'ouvrages ou constructeurs de biens situés dans une zone classée en aléa moyen ou fort,.
La commune a été reconnue en état de catastrophe naturelle au titre des dommages causés par les inondations et coulées de boue survenues en 1982 et 1999 et par des mouvements de terrain en 1999.

#### Risque particulier
Dans plusieurs parties du territoire national, le radon, accumulé dans certains logements ou autres locaux, peut constituer une source significative d’exposition de la population aux rayonnements ionisants. Selon la classification de 2018, la commune de Saint-Léger-Magnazeix est classée en zone 3, à savoir zone à potentiel radon significatif.

## Toponymie
Les toponymes à couleur religieuse apparaissent pendant la période franque, pour se multiplier durant l'époque féodale.
La paroisse a pris le nom du saint auquel était consacrée son église, soit saint Léger, Léger d'Autun ou Léodegard. Ses reliques sont déposées dans la crypte de l'abbatiale de Saint-Maixent-l'École, dans le département des Deux-Sèvres.
Durant la Révolution, la commune porte le nom de Léger-le-Peuple.
En occitan, le nom de la commune est Sent Legíer Manhasés.
En langue limousine, le nom est abrégé et prononcé Saint-Lgi.

## Histoire

### Préhistoire

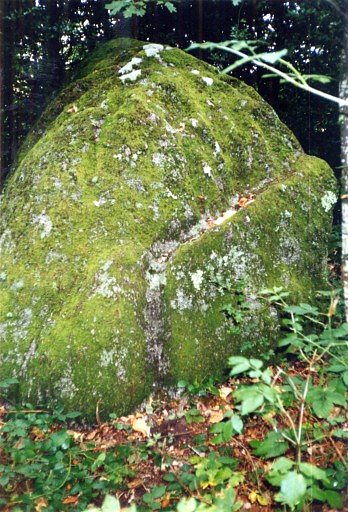
Polissoir dit Le Poulvan-de-Séjotte, datant du Néolithique.

D'importants témoins d'une assez forte occupation de la contrée à la période néolithique, subsistent.
- Onze dolmens, dans des états de conservation divers, ont été répertoriés sur les communes environnantes[22] dont le dolmen des Bras sur la commune voisine de Saint-Sulpice-les-Feuilles.
- le polissoir de Séjotte.

De plus, plusieurs haches de silex polies et outils divers ont été trouvés lors des labours.

### Antiquité
La voie romaine Argentomagus (Argenton-sur-Creuse) - Burdigala (Bordeaux) traversait la commune de Saint-Léger-Magnazeix, en passant entre les villages des Grandes et des Petites Lignes, puis
le Peux, Chez Bellat et à côté de l'étang de la Chaussade (chaussée).
C'était l'une des plus belles voies, qui, partant de l'ancien Argentomagus, établissait une grande communication avec Bordeaux par Limoges. La largeur de sa seule chaussée, sans les fossés de drainage, est estimée à 6 m et sa profondeur d'ouvrage à 60 cm.
D'après l'inscription figurant sur la borne milliaire retrouvée en 1847, dans l'ancien cimetière de Saint-Léger qui se trouvait sur la place, l'ordre de construction de cette voie a été donné
par l'empereur des Gaules Tetricus, vers 274.

### Époque contemporaine

#### Le Tram (tramway électrique)
Le 7 mars 1913, est inauguré le dernier tronçon (Châteauponsac - Saint-Sulpice-les-Feuilles, 27 km) de la ligne de tramway no 2 allant de Saint-Sulpice-les-Feuilles à Limoges passait par Arnac-la-Poste, Saint-Hilaire-la-Treille et Saint-Sornin-Leulac.
Il faut noter que Saint-Léger-Magnazeix n'est pas desservie directement.
Les clients de Saint-Léger devaient donc s'organiser pour rejoindre ce tramway à la station de La Salesse, commune de Mailhac-sur-Benaize, à 6 km, ou au terminus de Saint-Sulpice-les-Feuilles.
En 1935,le tramway no 202 faisait le voyage tous les jours, en partant de Saint-Sulpice-les-Feuilles à 5 h 10 pour rejoindre la gare des Charentes à Limoges à 8 h 28.
De même, le tramway no 205 repartait de Limoges, même gare, à 17 h 18 pour revenir à Saint-Sulpice-les-Feuilles à 20 h 35. Il était donc possible de se rendre à Limoges pour la journée.
Vitesse du tram :
- en ville : 30 km/h ;
- hors agglomération : 50 km/h.

 Alimentation électrique 
L'électricité de la ligne était fournie par la compagnie des chemins de fer départementaux de la Haute-Vienne notamment par l'usine hydroélectrique de Bussy-Varache située sur la Vienne. L'usine alimentait la totalité du réseau et revendait le surplus de production aux communes desservies par le tramway.

#### L'autobus
Après la Deuxième Guerre mondiale, le tramway sera remplacé par l'autobus, plus rapide, plus confortable et plus souple d'utilisation.

## Politique et administration

### Liste des maires
| Période                                  | Période   | Identité           | Étiquette | Qualité |
| ---------------------------------------- | --------- | ------------------ | --------- | ------- |
| Les données manquantes sont à compléter. |           |                    |           |         |
| mars 2001                                | mars 2008 | Gérard Chartier    |           |         |
| mars 2008                                | août 2020 | Josiane Demousseau |           |         |
| octobre 2020                             | En cours  | Jean-Louis Rouet   |           |         |

### Intercommunalités
Saint-Léger-Magnazeix fait partie de la communauté de communes Brame-Benaize.

## Population et société

### Démographie
Les habitants sont appelés les Saint-Léginauds.

L'évolution du nombre d'habitants est connue à travers les recensements de la population effectués dans la commune depuis 1793. Pour les communes de moins de 10 000 habitants, une enquête de recensement portant sur toute la population est réalisée tous les cinq ans, les populations de référence des années intermédiaires étant quant à elles estimées par interpolation ou extrapolation. Pour la commune, le premier recensement exhaustif entrant dans le cadre du nouveau dispositif a été réalisé en 2005.

En 2022, la commune comptait 489 habitants, en évolution de +0,41 % par rapport à 2016 (Haute-Vienne : −0,68 %, France hors Mayotte : +2,11 %).
| 1793  | 1800  | 1806  | 1821  | 1831  | 1836  | 1841  | 1846  | 1851  |
| ----- | ----- | ----- | ----- | ----- | ----- | ----- | ----- | ----- |
| 1 400 | 1 389 | 1 409 | 1 754 | 1 623 | 1 701 | 1 664 | 1 716 | 1 789 |

| 1856  | 1861  | 1866  | 1872  | 1876  | 1881  | 1886  | 1891  | 1896  |
| ----- | ----- | ----- | ----- | ----- | ----- | ----- | ----- | ----- |
| 1 822 | 1 716 | 1 694 | 1 671 | 1 741 | 1 769 | 1 812 | 1 808 | 1 864 |

| 1901  | 1906  | 1911  | 1921  | 1926  | 1931  | 1936  | 1946  | 1954  |
| ----- | ----- | ----- | ----- | ----- | ----- | ----- | ----- | ----- |
| 1 869 | 1 819 | 1 753 | 1 516 | 1 510 | 1 368 | 1 308 | 1 267 | 1 113 |

| 1962 | 1968 | 1975 | 1982 | 1990 | 1999 | 2005 | 2006 | 2010 |
| ---- | ---- | ---- | ---- | ---- | ---- | ---- | ---- | ---- |
| 980  | 872  | 772  | 649  | 589  | 533  | 520  | 521  | 515  |

| 2015 | 2020 | 2022 | - | - | - | - | - | - |
| ---- | ---- | ---- | - | - | - | - | - | - |
| 492  | 497  | 489  | - | - | - | - | - | - |

### Manifestations culturelles et festivités
- Marché de Noël : 6 décembre
- Fête du jardin et marché d'été : 7 juin
- Course cycliste : 17 avril

La procession de Neuf lieues, une procession giratoire de 52 km dédiée à saint Maximin de Trèves qui se déroule chaque année le lundi de Pentecôte au tour de la commune de Magnac-Laval, passe pour partie sur le territoire communal.

## Culture locale et patrimoine

### Lieux et monuments
- Prieuré des Bronzeaux dit celle grandmontaine des Bronzeaux, classé au titre des Monuments historiques en 1999[31].
- Église Saint-Léger. L'église (à l'exception de la partie classée) a été inscrite au titre des Monuments historiques en 1925, sa travée occidentale a été classée en 1932[32].
- Enceinte quadrilatère, au lieu-dit le Camp de César, classée au titre des Monuments historiques en 1984[33].
- Polissoir dit le Poulvan ou Peulvan-de-Séjotte, daté du Néolithique, protégé au titre des Monuments historiques depuis 1889[34].
- Ancienne mine d'uranium des Loges (1958-1998) - 615 tonnes d'uranium extrait.

### Héraldique
|  | Les armoiries de Saint-Léger-Magnazeix se blasonnent ainsi : De gueules à une crosse d'or et une épée d'argent passées en sautoir, accompagnées en chef d'une mitre d'argent croisée d'or et en pointe d'une croisette pattée d'or, le monogramme SLM en lettres majuscules d'or brochant sur le tout en abîme. Elles ont été approuvées par le conseil municipal le 6 octobre 2010. |

## Pour approfondir